# 張庚 (萬曆進士)
張庚（1542年—？），字長卿，號玄宇，直隸真定府南宮縣人，民籍，明朝政治人物。

## 生平
萬曆七年（1579年）登己卯科順天鄉試四十八名，萬曆十四年（1586年）丙戌科會試一百九十三名，登三甲第一百四十二名進士。吏部观政，授河南沔池縣知縣，二十年問過降用，二十三年降山西忻州判官，二十七年升褒城知縣，二十九年考察不及降调。

## 家族
曾祖張福興；祖父張浦；父張鳴鶴。前母杜氏；母劉氏。兄张廉、张庆。